# Черний Вит
Че́рний Вит (болг. Черни Вит) — село в Ловецькій області Болгарії. Входить до складу общини Тетевен.

## Населення
За даними перепису населення 2011 року у селі проживали 674 особи, з них 670 осіб (99,9%) — болгари.
Розподіл населення за віком у 2011 році:
Динаміка населення: